# Michael Tobler
Pour les articles homonymes, voir Tobler.
Michael Tobler, né le 5 août 1985, est un gardien suisse professionnel de hockey sur glace.

## Carrière de joueur
Il joue au HC Olten et a également joué pour le Lausanne Hockey Club et les Rapperswil-Jona Lakers chez les juniors. Il a également évolué en tant que doublure de Gianluca Mona au Genève-Servette Hockey Club.